# William Heinesen (dokumentarfilm)
William Heinesen er en dansk portrætfilm fra 1970 instrueret af Ole Henning Hansen og efter manuskript af William Heinesen.

## Handling
Forfatteren William Heinesen fortæller om sit forfatterskab. Filmen er optaget i og omkring hans hjem på Færøerne.